# Marcel Thévenet
Pour les articles homonymes, voir Thévenet.
Marcel Thévenet, né le 9 juillet 1915 à Poitiers et mort le 3 février 1990 à Limoges, est un haltérophile français, évoluant dans la catégorie des poids coqs, puis plumes.

## Biographie
Licencié à l' ASP Limoges, il est:
- médaillé d'or aux Championnats d'Europe d'haltérophilie 1949 (La Haye);
- médaillé d'argent aux Championnats d'Europe d'haltérophilie 1948 (Londres);
- médaillé de bronze aux  Championnats d'Europe d'haltérophilie 1950 (Paris);
- champion de France (coqs) 1948[2], 1950, 1951 et 1952;
- champion de France (plumes) 1953 et 1957
  - vice-champion de France (coqs) 1949;
  - vice-champion de France (plumes) 1954 (à Alger), 1955 (à Monaco) et 1956 (à Biarritz).

Participant aux olympiades de 1948 et 1952, il obtient le sixième rang à Londres (puis le 12e à Helsinki).